# Trichocylliba gibbata
Trichocylliba gibbata es una especie de arácnido del orden Mesostigmata de la familia Uropodidae.

## Distribución geográfica
Se encuentra en Costa Rica.